# Daniela Mihai
Daniela Mihai (n. 28 iunie 1971) este un senator român, ales în 2024 din partea PSD. 